# Hofstetten bei Brienz
Hofstetten bei Brienz je obec v okrese Interlaken-Oberhasli v kantonu Bern ve Švýcarsku. Žije zde 519 obyvatel.

## Geografie
Hofstetten se nachází v pohoří Berner Oberland v Alpách. Sousedními obcemi ve směru hodinových ručiček od severu jsou Giswil, Lungern, Brienzwiler, Brienz a Schwanden bei Brienz. Jižní hranici obce tvoří řeka Aara. Také na jihu, ale poněkud výše, se nachází malé jezero Wyssensee.
Zatímco obec leží na jihu v nadmořské výšce asi 580 m, území obce se rozkládá daleko na severu a mírně se zvedá k vrcholům Arnihaggen (2207 m n. m.) a Höch Gumme (2205 m n. m.). Níže položená oblast se nazývá Gummenalp.

## Historie
Obec je poprvé zmíněna roku 1359 jako Hofstetten. V tomto roce totiž odkázalo panství Ringgenberg ve finanční nouzi obec třem ministeriálům, mezi nimiž byl i rytíř Heinrich von Resti. Ten sídlo daroval klášteru v Interlakenu (1359–72). Po jeho sekularizaci připadl Hofstetten v roce 1528 Bernu a byl spravován interlakenským hofmistrovstvím (dolní dvůr Brienz). Církevně patří Hofstetten  k Brienzu. V 19. století se k chovu dobytka a družstevnímu alpskému zemědělství přidalo dřevařství. Dnes je rozšířeno zpracování dřeva (řezbářství, soustružení dřeva, drobné truhlářství, výroba hraček) a možnosti výdělku přináší i cestovní ruch.

## Obyvatelstvo

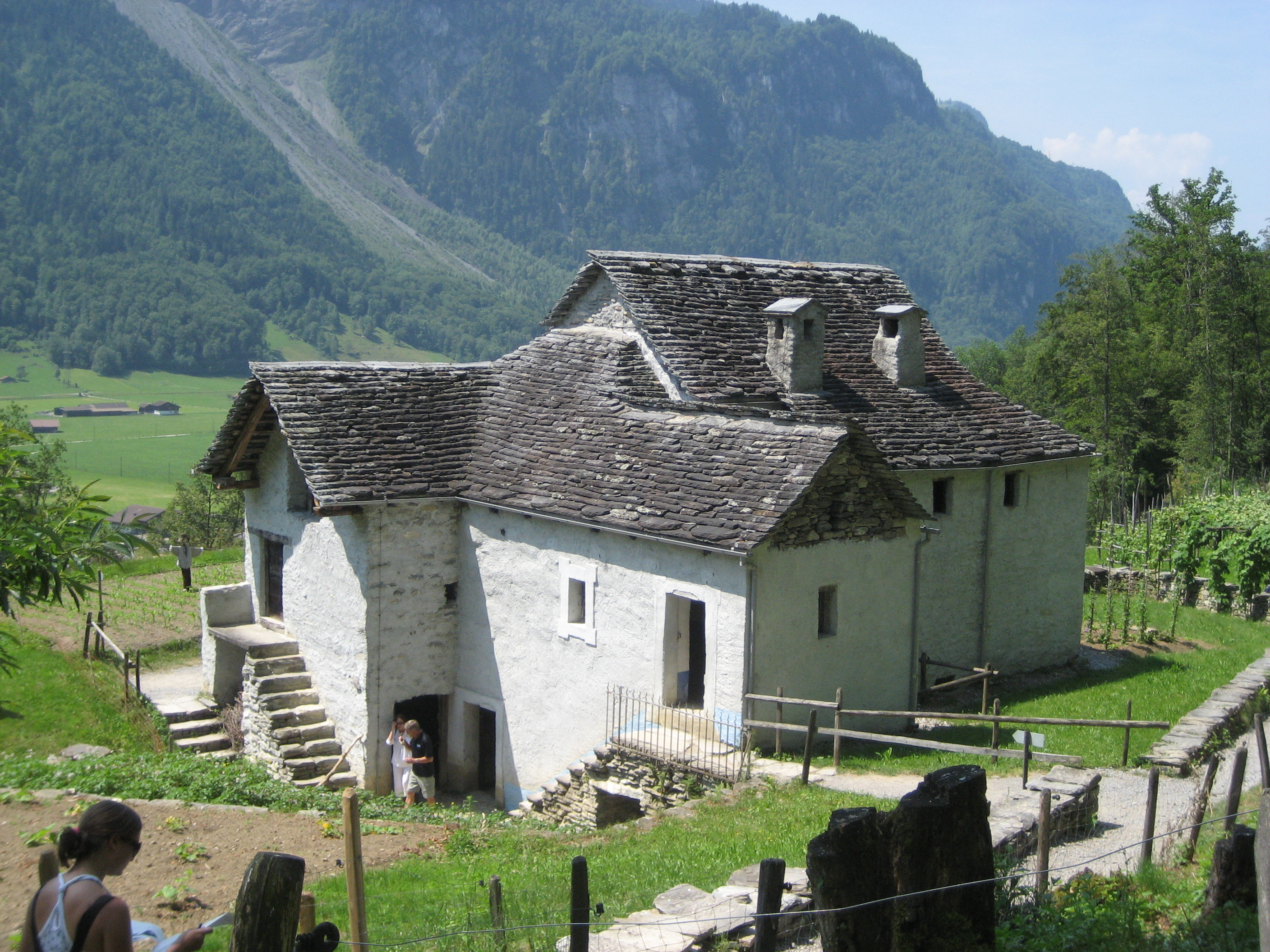
Muzeum v obci

| Rok            | 1764 | 1850 | 1900 | 1950 | 2000 |
| Počet obyvatel | 190  | 300  | 426  | 463  | 551  |

## Doprava
Obec leží mimo hlavní dopravní tahy a vede do ní místní silnice z Brienzu, která pokračuje na Brienzwiler. Veřejnou dopravu zajišťují žluté autobusy Postauto.